# Erinnyis festa
Erinnyis festa är en fjärilsart som beskrevs av Edwards 1882. Erinnyis festa ingår i släktet Erinnyis och familjen svärmare. Inga underarter finns listade i Catalogue of Life.